# Sam Smith/Auszeichnungen für Musikverkäufe

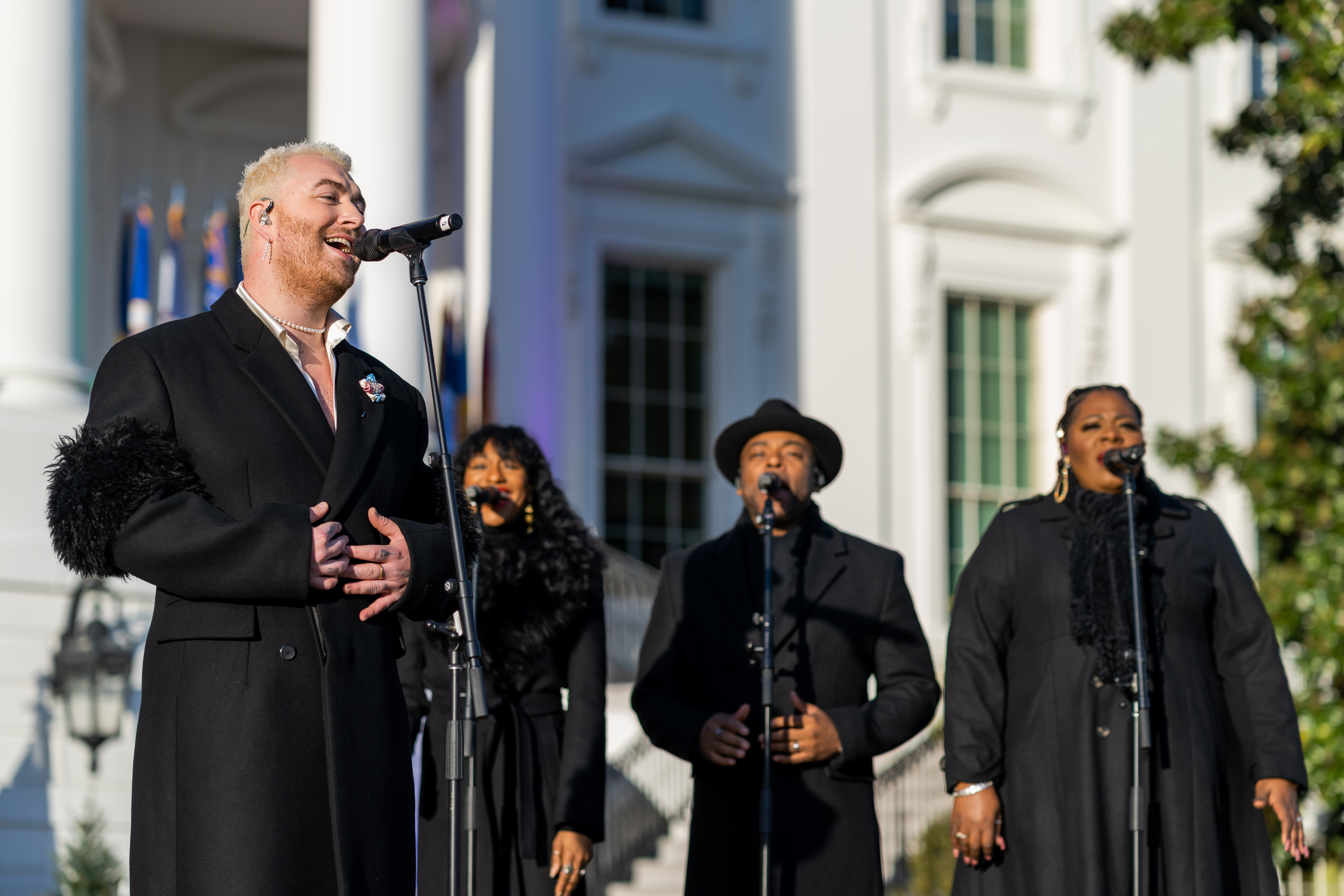
Sam Smith in Glasgow (2022)

Dies ist eine Übersicht über die Auszeichnungen für Musikverkäufe des britischen Pop-Sängers Sam Smith. Die Auszeichnungen finden sich nach ihrer Art (Gold, Platin usw.), nach Staaten getrennt in chronologischer Reihenfolge, geordnet sowie nach den Tonträgern selbst, ebenfalls in chronologischer Reihenfolge, getrennt nach Medium (Alben, Singles usw.), wieder.

## Auszeichnungen
| - Vereinigtes Königreich - 2019: für das Lied Leave Your Lover - 2020: für das Lied Burning - 2021: für die Single Make It To Me - 2021: für das Lied Not in That Way - 2021: für die Single I’m Ready - 2022: für das Lied I’ve Told You Now - 2023: für das Lied How Will I Know - 2023: für das Lied No Peace - 2025: für das Album Gloria - Australien - 2023: für die Single Baby, You Make Me Crazy - 2023: für die Single Love Me More - 2023: für die Single My Oasis - 2023: für das Lied Burning - 2023: für das Lied How Will I Know - 2023: für das Lied Nirvana - 2023: für das Lied No Peace - 2023: für das Lied Not in That Way - 2023: für das Lied Say It First - 2023: für die Single Desire - 2024: für die Single I’m Not Here to Make Friends - 2024: für das Lied Midnight Train - Belgien - 2013: für die Single La La La - 2015: für das Album In the Lonely Hour - 2019: für die Single How Do You Sleep? - 2023: für das Album Gloria - Brasilien - 2023: für die Single Desire - 2024: für das Lied Leave Your Lover - 2024: für die Single I Feel Love - 2024: für das Lied Burning - 2024: für die Single Kids Again - 2024: für die Single One Last Song - 2024: für die Single Baby, You Make Me Crazy - 2024: für die Single Latch (Solo-Version) - 2024: für die Single Make It To Me - 2025: für die Single Vulgar - Chile - 2015: für das Album In the Lonely Hour - Dänemark - 2013: für die Single La La La - 2014: für das Streaming I’m Not the Only One - 2015: für die Single Omen - 2019: für die Single Lay Me Down - 2019: für die Single Pray - 2019: für die Single Writing’s On the Wall - 2020: für das Lied How Will I Know - 2021: für die Single Diamonds - 2021: für die Single Make It To Me - 2022: für die Single To Die For - 2023: für das Lied Nirvana - 2023: für das Album Love Goes - 2024: für die Single Desire - Deutschland - 2014: für die Single Money on My Mind - 2020: für die Single Dancing With a Stranger - 2022: für die Single How Do You Sleep? - 2023: für die Single Do They Know It’s Christmas? - 2023: für die Single Fire on Fire - 2023: für die Single Lay Me Down - 2023: für die Single Like I Can - Finnland - 2020: für das Album The Thrill of It All - Frankreich - 2018: für das Album The Thrill of It All - 2021: für die Single How Do You Sleep? - 2022: für das Album Love Goes - 2023: für die Single Desire - 2024: für das Album Gloria - Griechenland - 2022: für die Single I’m Not the Only One - 2025: für die Single La La La - Island - 2022: für das Album In the Lonely Hour - Italien - 2015: für die Single Like I Can - 2016: für die Single Omen - 2016: für die Single Writing's On the Wall - 2017: für die Single Lay Me Down - 2018: für das Album The Thrill of It All - 2018: für die Single Do They Know It’s Christmas? - 2019: für die Single How Do You Sleep? - 2021: für die Single Fire on Fire - 2024: für das Album Love Goes - Japan - 2016: für die Single Stay with Me (Digital) - Kanada - 2014: für die Single La La La - 2020: für die Single I’m Ready - 2023: für die Single Love Me More - 2023: für die Single My Oasis - 2023: für das Lied Him - 2023: für das Lied Midnight Train - 2023: für die Single Baby, You Make Me Crazy - 2023: für das Lied Say It First - 2023: für das Lied No Peace - 2023: für das Lied Palace - 2023: für die Single One Last Song - 2023: für das Lied Burning - 2023: für das Lied I’ve Told You Now - 2023: für das Lied Nirvana - 2023: für das Lied How Will I Know - 2023: für das Lied Not in That Way - 2025: für das Album Gloria - Kolumbien - 2015: für das Album In the Lonely Hour - Mexiko - 2015: für die Single Stay with Me - 2018: für das Album The Thrill of It All - 2019: für die Single Pray - 2020: für die Single To Die For - Neuseeland - 2016: für das Lied Leave Your Lover - 2018: für die Single Writing’s On the Wall - 2023: für das Album Gloria - Niederlande - 2014: für die Single I’m Not the Only One - Norwegen - 2023: für das Album Gloria - 2023: für die Single Diamonds - 2023: für das Lied Not in That Way - 2023: für die Single To Die For - 2023: für das Lied Burning - 2023: für das Lied Leave Your Lover - 2023: für die Single Make It To Me - Österreich - 2017: für das Album The Thrill of It All - 2021: für die Single How Do You Sleep? - 2024: für die Single Diamonds - 2024: für die Single Money on My Mind - 2024: für das Lied Nirvana - Polen - 2016: für die Single Omen - 2020: für die Single Pray - 2024: für das Lied Lose You - Portugal - 2020: für die Single Lay Me Down - 2022: für die Single To Die For - 2022: für die Single Have Yourself a Merry Little Christmas - 2023: für die Single Pray - 2024: für das Album Love Goes - Schweden - 2018: für das Lied Burning - 2018: für die Single Pray - 2018: für das Album The Thrill of It All - 2020: für die Single To Die For - Schweiz - 2015: für die Single Money on My Mind - 2015: für die Single I’m Not the Only One - 2024: für die Single Desire - Spanien - 2013: für das Streaming La La La - 2014: für das Streaming Money on My Mind - 2014: für das Album In the Lonely Hour - 2015: für das Streaming Stay with Me - 2015: für die Single Money on My Mind - 2024: für die Single Fire on Fire - 2024: für die Single Like I Can - 2024: für die Single Desire - Vereinigte Staaten - 2015: für das Lied Nirvana - 2016: für die Single Omen - 2019: für das Lied Life Support - 2020: für die Single Have Yourself a Merry Little Christmas - 2020: für das Lied I’ve Told You Now - 2020: für das Lied Palace - 2020: für die Single One Last Song - 2020: für die Single To Die For - 2021: für die Single I’m Ready - 2022: für das Lied Burning - 2022: für das Lied How Will I Know - 2024: für die Single Lay Me Down (feat. John Legend) - Vereinigtes Königreich - 2014: für die Single Do They Know It’s Christmas? - 2019: für die Single Latch (Solo-Version) - 2021: für die Single Pray - 2021: für die Single Have Yourself a Merry Little Christmas - 2023: für die Single Fire on Fire - 2023: für die Single To Die For - 2024: für die Single One Last Song | - Australien - 2018: für das Album The Thrill of It All - 2023: für das Album Love Goes - 2023: für die Single I’m Ready - 2023: für die Single Money on My Mind - 2023: für die Single One Last Song - 2023: für die Single Pray - 2023: für die Single Writing’s On the Wall - 2023: für das Lied Leave Your Lover - 2023: für die Single Make It To Me - 2024: für die Single Have Yourself a Merry Little Christmas - Belgien - 2015: für die Single Stay with Me - 2017: für die Single Too Good at Goodbyes - 2019: für die Single Promises - 2020: für die Single Dancing With a Stranger - 2024: für die Single Desire - Brasilien - 2024: für die Single Omen - 2024: für die Single To Die For - 2024: für die Single My Oasis - 2024: für die Single Money on My Mind - 2024: für die Single Writing’s On the Wall - 2024: für die Single Like I Can - 2024: für die Single Love Me More - Dänemark - 2014: für das Streaming Latch - 2020: für die Single How Do You Sleep? - 2022: für die Single Have Yourself a Merry Little Christmas - 2022: für die Single Fire on Fire - 2023: für die Single Unholy - 2024: für die Single Go - Deutschland - 2022: für die Single I’m Not the Only One - 2022: für die Single Too Good at Goodbyes - 2022: für das Album In the Lonely Hour - 2022: für die Single Latch - 2023: für die Single Promises - 2023: für die Single Unholy - Europa - 2014: für das Album In the Lonely Hour - Finnland - 2021: für das Album Love Goes - 2023: für die Single Unholy - Frankreich - 2015: für das Album In the Lonely Hour - 2018: für die Single Too Good at Goodbyes - 2020: für die Single Dancing With a Stranger - 2023: für die Single Fire on Fire - 2025: für die Single Diamonds - Italien - 2014: für die Single Money on My Mind - 2021: für die Single Dancing With a Stranger - 2021: für das Album In the Lonely Hour - 2021: für die Single Diamonds - Kanada - 2019: für die Single Promises - 2023: für die Single Money on My Mind - 2023: für die Single Writing’s On the Wall - 2023: für die Single Have Yourself a Merry Little Christmas - 2023: für die Single To Die For - 2023: für das Lied Leave Your Lover - 2023: für die Single Make It To Me - Mexiko - 2015: für die Single I’m Not the Only One - Neuseeland - 2015: für die Single Money on My Mind - 2019: für die Single Pray - 2020: für die Single One Last Song - 2022: für das Album Love Goes - 2022: für die Single Make It To Me - Niederlande - 2015: für das Album In the Lonely Hour - 2018: für das Album The Thrill of It All - Norwegen - 2015: für die Single Money on My Mind - 2023: für das Album In the Lonely Hour - Österreich - 2015: für das Album In the Lonely Hour - 2022: für die Single Promises - 2024: für die Single Like I Can - 2024: für die Single Dancing With a Stranger - 2024: für die Single Fire on Fire - 2024: für die Single La La La - 2024: für die Single Stay with Me - Philippinen - 2023: für das Album Gloria - Polen - 2020: für das Album The Thrill of It All - 2020: für die Single Writing’s On the Wall - 2020: für die Single How Do You Sleep? - 2021: für die Single Diamonds - 2021: für die Single Fire on Fire - 2023: für das Album Gloria - 2024: für die Single Desire - Portugal - 2021: für die Single Fire on Fire - 2025: für die Single La La La - Schweden - 2015: für die Single Like I Can - 2015: für die Single Lay Me Down - 2019: für die Single How Do You Sleep? - 2022: für die Single Unholy - Schweiz - 2013: für die Single La La La - 2015: für das Album In the Lonely Hour - 2015: für die Single Stay with Me - Singapur - 2019: für das Album The Thrill of It All - 2020: für das Album Love Goes - Spanien - 2024: für die Single Dancing With a Stranger - 2024: für die Single How Do You Sleep? - 2024: für die Single Latch - 2025: für die Single Diamonds - 2025: für die Single La La La - Ungarn - 2024: für die Single Desire - Vereinigte Staaten - 2018: für die Single Latch - 2018: für die Single Like I Can - 2019: für die Single Money on My Mind - 2019: für die Single Pray - 2019: für die Single Promises - 2020: für die Single Writing’s On the Wall - 2020: für das Lied Leave Your Lover - 2022: für das Album Love Goes - 2022: für die Single Make It To Me - 2022: für die Single Diamonds - 2022: für die Single Fire on Fire - 2022: für das Lied Not in That Way - Vereinigtes Königreich - 2017: für die Single Writing’s On the Wall - 2017: für die Single Lay Me Down - 2020: für die Single How Do You Sleep? - 2020: für die Single Lay Me Down (feat. John Legend) - 2022: für die Single Omen - 2022: für die Single Diamonds - 2025: für die Single Desire - 2025: für das Album Love Goes - Zentralamerika - 2023: für die Single Unholy - Deutschland - 2018: für die Single La La La - Mexiko - 2020: für das Album Love Goes | - Australien - 2013: für die Single La La La - 2023: für die Single Fire on Fire - 2023: für die Single To Die For - 2024: für die Single Diamonds - Belgien - 2023: für die Single Unholy - Brasilien - 2024: für die Single Latch - 2024: für die Single Pray - 2024: für die Single La La La - 2024: für die Single I’m Ready - 2025: für die Single I’m Not Here to Make Friends - Dänemark - 2014: für das Streaming Money on My Mind - 2014: für das Streaming Stay with Me - 2021: für das Album The Thrill of It All - 2022: für die Single Latch - 2023: für die Single Like I Can - 2023: für die Single Dancing With a Stranger - 2024: für die Single Promises - Italien - 2014: für die Single La La La - 2016: für die Single I’m Not the Only One - 2018: für die Single Latch - 2018: für die Single Too Good at Goodbyes - 2019: für die Single Promises - 2023: für die Single Unholy - Kanada - 2015: für die Single I’m Not the Only One - 2023: für die Single Diamonds - 2023: für die Single Pray - 2025: für das Album The Thrill of It All - 2025: für das Album Love Goes - 2025: für die Single Fire on Fire - Mexiko - 2015: für das Album In the Lonely Hour - 2020: für die Single How Do You Sleep? - Niederlande - 2014: für die Single Money on My Mind - 2014: für die Single Stay with Me - Norwegen - 2023: für das Album The Thrill of It All - 2023: für die Single Dancing With a Stranger - 2023: für die Single Fire on Fire - 2023: für die Single How Do You Sleep? - 2023: für die Single Lay Me Down - 2023: für die Single Like I Can - Österreich - 2024: für die Single I’m Not the Only One - 2024: für die Single Too Good at Goodbyes - Polen - 2020: für die Single Dancing With a Stranger - 2020: für die Single Too Good at Goodbyes - 2024: für das Album Love Goes - Portugal - 2021: für die Single How Do You Sleep? - 2021: für die Single Dancing With a Stranger - 2022: für die Single Promises - 2022: für die Single I’m Not the Only One - 2023: für die Single Stay with Me - Schweden - 2014: für die Single Latch - 2014: für die Single Money on My Mind - 2015: für das Album In the Lonely Hour - 2019: für die Single Dancing With a Stranger - Schweiz - 2019: für die Single Promises - 2023: für die Single Unholy - Spanien - 2024: für die Single Unholy - 2025: für die Single Promises - Singapur - 2019: für das Album In the Lonely Hour - Thailand - 2016: für das Album In the Lonely Hour - Vereinigte Staaten - 2015: für die Single La La La - 2020: für die Single How Do You Sleep? - 2022: für das Album The Thrill of It All - 2023: für die Single Unholy - Vereinigtes Königreich - 2018: für das Album The Thrill of It All - 2021: für die Single Dancing With a Stranger - 2021: für die Single Like I Can - 2022: für die Single Money on My Mind - 2023: für die Single Unholy - Deutschland - 2023: für die Single Stay with Me - Mexiko - 2019: für die Single Too Good at Goodbyes - Brasilien - 2024: für die Single Lay Me Down - Dänemark - 2022: für die Single Too Good at Goodbyes - 2023: für die Single I’m Not the Only One - Finnland - 2022: für das Album In the Lonely Hour - Griechenland - 2023: für die Single Unholy - Kanada - 2023: für die Single Like I Can - Neuseeland - 2021: für die Single Promises - 2022: für das Album The Thrill of It All - 2023: für die Single Like I Can - 2023: für die Single Omen - 2024: für die Single La La La - 2024: für die Single How Do You Sleep? - Norwegen - 2023: für das Album Love Goes - Österreich - 2024: für die Single Unholy - Philippinen - 2023: für das Album Love Goes - Polen - 2017: für das Album In the Lonely Hour - Portugal - 2023: für die Single Unholy - Schweden - 2014: für die Single La La La - 2015: für die Single I’m Not the Only One - Spanien - 2024: für die Single I’m Not the Only One - 2024: für die Single Too Good at Goodbyes - Vereinigte Staaten - 2015: für die Single Latch - Vereinigtes Königreich - 2021: für die Single Promises - 2023: für die Single La La La - 2024: für die Single Latch - Dänemark - 2014: für das Streaming La La La - 2022: für die Single Stay with Me - Italien - 2018: für die Single Stay with Me - Kanada - 2020: für die Single Dancing with a Stranger - 2023: für die Single How Do You Sleep? - Mexiko - 2020: für die Single Dancing with a Stranger - Neuseeland - 2023: für die Single Dancing With a Stranger - 2023: für die Single Lay Me Down - 2024: für die Single Unholy - Norwegen - 2023: für die Single I’m Not the Only One - 2023: für die Single Too Good at Goodbyes - Polen - 2020: für die Single Promises - Portugal - 2023: für die Single Too Good at Goodbyes - Schweden - 2018: für die Single Too Good at Goodbyes - Spanien - 2024: für die Single Stay with Me - Vereinigte Staaten - 2021: für die Single Dancing With a Stranger - Vereinigtes Königreich - 2024: für die Single I’m Not the Only One - 2025: für die Single Too Good at Goodbyes - Australien - 2024: für die Single How Do You Sleep? - 2024: für die Single Like I Can - Kanada - 2023: für die Single Lay Me Down - Vereinigte Staaten - 2020: für das Album In the Lonely Hour - 2020: für die Single Lay Me Down - Vereinigtes Königreich - 2023: für die Single Stay with Me - Australien - 2022: für die Single Latch - 2023: für die Single Promises - 2023: für das Album In the Lonely Hour - Kanada - 2023: für die Single Unholy - Neuseeland - 2024: für die Single Latch - 2024: für die Single Too Good at Goodbyes - Vereinigte Staaten - 2020: für die Single Too Good at Goodbyes - Australien - 2024: für die Single Lay Me Down - 2024: für die Single Unholy - Dänemark - 2023: für das Album In the Lonely Hour - Kanada - 2023: für die Single Latch - Neuseeland - 2024: für die Single I’m Not the Only One - 2024: für die Single Stay with Me - Norwegen - 2023: für die Single Stay with Me - Vereinigte Staaten - 2020: für die Single I’m Not the Only One - Australien - 2024: für die Single Dancing With a Stranger - Kanada - 2025: für das Album In the Lonely Hour - Schweden - 2016: für die Single Stay with Me - Kanada - 2023: für die Single Too Good at Goodbyes - Australien - 2023: für die Single I’m Not the Only One - 2024: für die Single Too Good at Goodbyes - Vereinigtes Königreich - 2024: für das Album In the Lonely Hour - Neuseeland - 2024: für das Album In the Lonely Hour - Australien - 2024: für die Single Stay with Me - Brasilien - 2021: für das Album Love Goes - 2024: für die Single Diamonds - Frankreich - 2020: für die Single Promises - 2023: für die Single Unholy - Kanada - 2023: für die Single Stay with Me - Mexiko - 2020: für die Single Promises - Philippinen - 2023: für das Album The Thrill of It All - Polen - 2024: für die Single Unholy - Vereinigte Staaten - 2020: für die Single Stay with Me - Brasilien - 2021: für die Single Promises - 2024: für die Single Unholy - 2024: für die Single How Do You Sleep? - 2025: für das Album In the Lonely Hour - Philippinen - 2023: für das Album In the Lonely Hour - Brasilien - 2021: für die Single Fire on Fire - 2024: für die Single Dancing With a Stranger - 2024: für die Single I’m Not the Only One - 2024: für die Single Stay with Me - 2024: für die Single Too Good at Goodbyes |

## Auszeichnungen nach Alben

### In the Lonely Hour
| Land/Region                  | Auszeichnungen für Musikverkäufe (Land/Region, Auszeichnung, Verkäufe) | Verkäufe    |
| ---------------------------- | ---------------------------------------------------------------------- | ----------- |
| Australien (ARIA)            | 6× Platin                                                              | 420.000     |
| Belgien (BRMA)               | Gold                                                                   | 15.000      |
| Brasilien (PMB)              | 2× Diamant                                                             | 320.000     |
| Chile (IFPI)                 | Gold                                                                   | 5.000       |
| Dänemark (IFPI)              | 7× Platin                                                              | 140.000     |
| Deutschland (BVMI)           | Platin                                                                 | 200.000     |
| Europa (IFPI)                | Platin                                                                 | (1.000.000) |
| Finnland (IFPI)              | 3× Platin                                                              | 60.000      |
| Frankreich (SNEP)            | Platin                                                                 | 100.000     |
| Island (IFPI)                | Gold                                                                   | 2.500       |
| Italien (FIMI)               | Platin                                                                 | 50.000      |
| Kanada (MC)                  | 8× Platin                                                              | 640.000     |
| Kolumbien (ASINCOL)          | Gold                                                                   | 5.000       |
| Mexiko (AMPROFON)            | 2× Platin                                                              | 120.000     |
| Neuseeland (RMNZ)            | 12× Platin                                                             | 180.000     |
| Niederlande (NVPI)           | Platin                                                                 | 40.000      |
| Norwegen (IFPI)              | Platin                                                                 | 20.000      |
| Österreich (IFPI)            | Platin                                                                 | 15.000      |
| Philippinen (PARI)           | 2× Diamant                                                             | 300.000     |
| Polen (ZPAV)                 | 3× Platin                                                              | 60.000      |
| Schweden (IFPI)              | 2× Platin                                                              | 80.000      |
| Schweiz (IFPI)               | Platin                                                                 | 20.000      |
| Singapur (RIAS)              | 2× Platin                                                              | 20.000      |
| Spanien (Promusicae)         | Gold                                                                   | 20.000      |
| Thailand (TECA)              | 2× Platin                                                              | 20.000      |
| Vereinigte Staaten (RIAA)    | 5× Platin                                                              | 5.000.000   |
| Vereinigtes Königreich (BPI) | 10× Platin                                                             | 3.000.000   |
| Insgesamt                    | 5× Gold · 70× Platin · 4× Diamant ·                                    | 10.852.500  |

### The Thrill of It All
| Land/Region                  | Auszeichnungen für Musikverkäufe (Land/Region, Auszeichnung, Verkäufe) | Verkäufe  |
| ---------------------------- | ---------------------------------------------------------------------- | --------- |
| Australien (ARIA)            | Platin                                                                 | 70.000    |
| Dänemark (IFPI)              | 2× Platin                                                              | 40.000    |
| Finnland (IFPI)              | Gold                                                                   | 10.000    |
| Frankreich (SNEP)            | Gold                                                                   | 50.000    |
| Italien (FIMI)               | Gold                                                                   | 25.000    |
| Kanada (MC)                  | 2× Platin                                                              | 160.000   |
| Mexiko (AMPROFON)            | Gold                                                                   | 30.000    |
| Neuseeland (RMNZ)            | 3× Platin                                                              | 45.000    |
| Niederlande (NVPI)           | Platin                                                                 | 40.000    |
| Norwegen (IFPI)              | 2× Platin                                                              | 40.000    |
| Österreich (IFPI)            | Gold                                                                   | 7.500     |
| Philippinen (PARI)           | Diamant                                                                | 150.000   |
| Polen (ZPAV)                 | Platin                                                                 | 20.000    |
| Schweden (IFPI)              | Gold                                                                   | 15.000    |
| Singapur (RIAS)              | Platin                                                                 | 10.000    |
| Vereinigte Staaten (RIAA)    | 2× Platin                                                              | 2.000.000 |
| Vereinigtes Königreich (BPI) | 2× Platin                                                              | 600.000   |
| Insgesamt                    | 6× Gold · 17× Platin · 1× Diamant ·                                    | 3.312.500 |

### Love Goes
| Land/Region                  | Auszeichnungen für Musikverkäufe (Land/Region, Auszeichnung, Verkäufe) | Verkäufe  |
| ---------------------------- | ---------------------------------------------------------------------- | --------- |
| Australien (ARIA)            | Platin                                                                 | 70.000    |
| Brasilien (PMB)              | Diamant                                                                | 160.000   |
| Dänemark (IFPI)              | Gold                                                                   | 10.000    |
| Finnland (IFPI)              | Platin                                                                 | 20.000    |
| Frankreich (SNEP)            | Gold                                                                   | 50.000    |
| Italien (FIMI)               | Gold                                                                   | 25.000    |
| Kanada (MC)                  | 2× Platin                                                              | 160.000   |
| Mexiko (AMPROFON)            | 3× Gold                                                                | 210.000   |
| Neuseeland (RMNZ)            | Platin                                                                 | 15.000    |
| Norwegen (IFPI)              | 3× Platin                                                              | 60.000    |
| Philippinen (PARI)           | 3× Platin                                                              | 45.000    |
| Polen (ZPAV)                 | 2× Platin                                                              | 40.000    |
| Portugal (AFP)               | Gold                                                                   | 3.500     |
| Singapur (RIAS)              | Platin                                                                 | 10.000    |
| Vereinigte Staaten (RIAA)    | Platin                                                                 | 1.000.000 |
| Vereinigtes Königreich (BPI) | Platin                                                                 | 300.000   |
| Insgesamt                    | 5× Gold · 17× Platin · 1× Diamant ·                                    | 2.178.500 |

### Gloria
| Land/Region                  | Auszeichnungen für Musikverkäufe (Land/Region, Auszeichnung, Verkäufe) | Verkäufe |
| ---------------------------- | ---------------------------------------------------------------------- | -------- |
| Belgien (BRMA)               | Gold                                                                   | 10.000   |
| Frankreich (SNEP)            | Gold                                                                   | 50.000   |
| Kanada (MC)                  | Gold                                                                   | 40.000   |
| Neuseeland (RMNZ)            | Gold                                                                   | 7.500    |
| Norwegen (IFPI)              | Gold                                                                   | 10.000   |
| Philippinen (PARI)           | Platin                                                                 | 15.000   |
| Polen (ZPAV)                 | Platin                                                                 | 20.000   |
| Vereinigtes Königreich (BPI) | Silber                                                                 | 60.000   |
| Insgesamt                    | 1× Silber · 5× Gold · 2× Platin ·                                      | 212.500  |

## Auszeichnungen nach Singles

### Latch (Disclosure feat. Sam Smith)
| Land/Region                  | Auszeichnungen für Musikverkäufe (Land/Region, Auszeichnung, Verkäufe) | Verkäufe  |
| ---------------------------- | ---------------------------------------------------------------------- | --------- |
| Australien (ARIA)            | 6× Platin                                                              | 420.000   |
| Brasilien (PMB)              | 2× Platin                                                              | 120.000   |
| Dänemark (IFPI)              | 2× Platin                                                              | 180.000   |
| Deutschland (BVMI)           | Platin                                                                 | 300.000   |
| Frankreich (SNEP)            | —                                                                      | 26.000    |
| Italien (FIMI)               | 2× Platin                                                              | 60.000    |
| Kanada (MC)                  | 7× Platin                                                              | 560.000   |
| Neuseeland (RMNZ)            | 6× Platin                                                              | 180.000   |
| Schweden (IFPI)              | 2× Platin                                                              | 80.000    |
| Spanien (Promusicae)         | Platin                                                                 | 60.000    |
| Vereinigte Staaten (RIAA)    | 3× Platin                                                              | 3.000.000 |
| Vereinigtes Königreich (BPI) | 3× Platin                                                              | 1.800.000 |
| Insgesamt                    | 35× Platin ·                                                           | 6.776.000 |

### Latch
| Land/Region                  | Auszeichnungen für Musikverkäufe (Land/Region, Auszeichnung, Verkäufe) | Verkäufe |
| ---------------------------- | ---------------------------------------------------------------------- | -------- |
| Brasilien (PMB)              | Gold                                                                   | 30.000   |
| Vereinigtes Königreich (BPI) | Gold                                                                   | 400.000  |
| Insgesamt                    | 2× Gold ·                                                              | 430.000  |

### La La La
| Land/Region                  | Auszeichnungen für Musikverkäufe (Land/Region, Auszeichnung, Verkäufe) | Verkäufe  |
| ---------------------------- | ---------------------------------------------------------------------- | --------- |
| Australien (ARIA)            | 2× Platin                                                              | 140.000   |
| Belgien (BRMA)               | Gold                                                                   | 15.000    |
| Brasilien (PMB)              | 2× Platin                                                              | 120.000   |
| Dänemark (IFPI)              | Gold                                                                   | 15.000    |
| Deutschland (BVMI)           | 3× Gold                                                                | 450.000   |
| Finnland (IFPI)              | —                                                                      | 19.406    |
| Frankreich (SNEP)            | —                                                                      | 61.500    |
| Griechenland (IFPI)          | Gold                                                                   | 10.000    |
| Italien (FIMI)               | 2× Platin                                                              | 60.000    |
| Kanada (MC)                  | Gold                                                                   | 40.000    |
| Neuseeland (RMNZ)            | 3× Platin                                                              | 90.000    |
| Österreich (IFPI)            | Platin                                                                 | 30.000    |
| Portugal (AFP)               | Platin                                                                 | 10.000    |
| Schweden (IFPI)              | 3× Platin                                                              | 120.000   |
| Schweiz (IFPI)               | Platin                                                                 | 30.000    |
| Spanien (Promusicae)         | Platin                                                                 | 60.000    |
| Vereinigte Staaten (RIAA)    | 2× Platin                                                              | 2.000.000 |
| Vereinigtes Königreich (BPI) | 3× Platin                                                              | 1.800.000 |
| Insgesamt                    | 5× Gold · 22× Platin ·                                                 | 5.070.906 |

### Money on My Mind
| Land/Region                  | Auszeichnungen für Musikverkäufe (Land/Region, Auszeichnung, Verkäufe) | Verkäufe  |
| ---------------------------- | ---------------------------------------------------------------------- | --------- |
| Australien (ARIA)            | Platin                                                                 | 70.000    |
| Brasilien (PMB)              | Platin                                                                 | 60.000    |
| Deutschland (BVMI)           | Gold                                                                   | 150.000   |
| Italien (FIMI)               | Platin                                                                 | 30.000    |
| Kanada (MC)                  | Platin                                                                 | 80.000    |
| Neuseeland (RMNZ)            | Platin                                                                 | 15.000    |
| Niederlande (NVPI)           | 2× Platin                                                              | 60.000    |
| Norwegen (IFPI)              | Platin                                                                 | 40.000    |
| Österreich (IFPI)            | Gold                                                                   | 15.000    |
| Schweden (IFPI)              | 2× Platin                                                              | 80.000    |
| Schweiz (IFPI)               | Gold                                                                   | 15.000    |
| Spanien (Promusicae)         | Gold                                                                   | 20.000    |
| Vereinigte Staaten (RIAA)    | Platin                                                                 | 1.000.000 |
| Vereinigtes Königreich (BPI) | 2× Platin                                                              | 1.200.000 |
| Insgesamt                    | 4× Gold · 13× Platin ·                                                 | 2.835.000 |

### Make It To Me
| Land/Region                  | Auszeichnungen für Musikverkäufe (Land/Region, Auszeichnung, Verkäufe) | Verkäufe  |
| ---------------------------- | ---------------------------------------------------------------------- | --------- |
| Australien (ARIA)            | Platin                                                                 | 70.000    |
| Brasilien (PMB)              | Gold                                                                   | 30.000    |
| Dänemark (IFPI)              | Gold                                                                   | 45.000    |
| Kanada (MC)                  | Platin                                                                 | 80.000    |
| Neuseeland (RMNZ)            | Platin                                                                 | 30.000    |
| Norwegen (IFPI)              | Gold                                                                   | 30.000    |
| Vereinigte Staaten (RIAA)    | Platin                                                                 | 1.000.000 |
| Vereinigtes Königreich (BPI) | Silber                                                                 | 200.000   |
| Insgesamt                    | 1× Silber · 3× Gold · 4× Platin ·                                      | 1.485.000 |

### Stay with Me
| Land/Region                  | Auszeichnungen für Musikverkäufe (Land/Region, Auszeichnung, Verkäufe) | Verkäufe   |
| ---------------------------- | ---------------------------------------------------------------------- | ---------- |
| Australien (ARIA)            | 14× Platin                                                             | 980.000    |
| Belgien (BRMA)               | Platin                                                                 | 30.000     |
| Brasilien (PMB)              | 3× Diamant                                                             | 750.000    |
| Dänemark (IFPI)              | 4× Platin                                                              | 360.000    |
| Deutschland (BVMI)           | 5× Gold                                                                | 750.000    |
| Frankreich (SNEP)            | —                                                                      | 83.500     |
| Italien (FIMI)               | 4× Platin                                                              | 120.000    |
| Japan (RIAJ)                 | Gold                                                                   | 100.000    |
| Kanada (MC)                  | Diamant                                                                | 800.000    |
| Mexiko (AMPROFON)            | Gold                                                                   | 30.000     |
| Neuseeland (RMNZ)            | 7× Platin                                                              | 210.000    |
| Niederlande (NVPI)           | 2× Platin                                                              | 60.000     |
| Norwegen (IFPI)              | 7× Platin                                                              | 420.000    |
| Österreich (IFPI)            | Platin                                                                 | 30.000     |
| Portugal (AFP)               | 2× Platin                                                              | 20.000     |
| Schweden (IFPI)              | 8× Platin                                                              | 320.000    |
| Schweiz (IFPI)               | Platin                                                                 | 30.000     |
| Spanien (Promusicae)         | 4× Platin                                                              | 240.000    |
| Vereinigte Staaten (RIAA)    | Diamant                                                                | 10.000.000 |
| Vereinigtes Königreich (BPI) | 5× Platin                                                              | 3.000.000  |
| Insgesamt                    | 3× Gold · 61× Platin · 5× Diamant ·                                    | 18.333.500 |

### Do They Know It’s Christmas?
| Land/Region                  | Auszeichnungen für Musikverkäufe (Land/Region, Auszeichnung, Verkäufe) | Verkäufe |
| ---------------------------- | ---------------------------------------------------------------------- | -------- |
| Deutschland (BVMI)           | Gold                                                                   | 200.000  |
| Italien (FIMI)               | Gold                                                                   | 25.000   |
| Vereinigtes Königreich (BPI) | Gold                                                                   | 526.000  |
| Insgesamt                    | 3× Gold ·                                                              | 751.000  |

### I’m Not the Only One
| Land/Region                  | Auszeichnungen für Musikverkäufe (Land/Region, Auszeichnung, Verkäufe) | Verkäufe   |
| ---------------------------- | ---------------------------------------------------------------------- | ---------- |
| Australien (ARIA)            | 10× Platin                                                             | 700.000    |
| Brasilien (PMB)              | 3× Diamant                                                             | 750.000    |
| Dänemark (IFPI)              | 3× Platin                                                              | 270.000    |
| Deutschland (BVMI)           | Platin                                                                 | 400.000    |
| Frankreich (SNEP)            | —                                                                      | 40.000     |
| Griechenland (IFPI)          | Gold                                                                   | 10.000     |
| Italien (FIMI)               | 2× Platin                                                              | 100.000    |
| Kanada (MC)                  | 2× Platin                                                              | 160.000    |
| Mexiko (AMPROFON)            | Platin                                                                 | 60.000     |
| Neuseeland (RMNZ)            | 7× Platin                                                              | 210.000    |
| Niederlande (NVPI)           | Gold                                                                   | 15.000     |
| Norwegen (IFPI)              | 4× Platin                                                              | 240.000    |
| Österreich (IFPI)            | 2× Platin                                                              | 60.000     |
| Portugal (AFP)               | 2× Platin                                                              | 20.000     |
| Schweden (IFPI)              | 3× Platin                                                              | 120.000    |
| Schweiz (IFPI)               | Gold                                                                   | 15.000     |
| Spanien (Promusicae)         | 3× Platin                                                              | 180.000    |
| Vereinigte Staaten (RIAA)    | 7× Platin                                                              | 7.000.000  |
| Vereinigtes Königreich (BPI) | 4× Platin                                                              | 2.400.000  |
| Insgesamt                    | 3× Gold · 51× Platin · 3× Diamant ·                                    | 12.750.000 |

### Like I Can
| Land/Region                  | Auszeichnungen für Musikverkäufe (Land/Region, Auszeichnung, Verkäufe) | Verkäufe  |
| ---------------------------- | ---------------------------------------------------------------------- | --------- |
| Australien (ARIA)            | 5× Platin                                                              | 350.000   |
| Brasilien (PMB)              | Platin                                                                 | 60.000    |
| Dänemark (IFPI)              | 2× Platin                                                              | 180.000   |
| Deutschland (BVMI)           | Gold                                                                   | 150.000   |
| Italien (FIMI)               | Gold                                                                   | 25.000    |
| Kanada (MC)                  | 3× Platin                                                              | 240.000   |
| Neuseeland (RMNZ)            | 3× Platin                                                              | 90.000    |
| Norwegen (IFPI)              | 2× Platin                                                              | 120.000   |
| Österreich (IFPI)            | Platin                                                                 | 30.000    |
| Schweden (IFPI)              | Platin                                                                 | 40.000    |
| Spanien (Promusicae)         | Gold                                                                   | 30.000    |
| Vereinigte Staaten (RIAA)    | Platin                                                                 | 1.000.000 |
| Vereinigtes Königreich (BPI) | 2× Platin                                                              | 1.200.000 |
| Insgesamt                    | 3× Gold · 22× Platin ·                                                 | 3.515.000 |

### Have Yourself a Merry Little Christmas
| Land/Region                  | Auszeichnungen für Musikverkäufe (Land/Region, Auszeichnung, Verkäufe) | Verkäufe  |
| ---------------------------- | ---------------------------------------------------------------------- | --------- |
| Australien (ARIA)            | Platin                                                                 | 70.000    |
| Dänemark (IFPI)              | Platin                                                                 | 90.000    |
| Kanada (MC)                  | Platin                                                                 | 80.000    |
| Portugal (AFP)               | Gold                                                                   | 5.000     |
| Vereinigte Staaten (RIAA)    | Gold                                                                   | 500.000   |
| Vereinigtes Königreich (BPI) | Gold                                                                   | 400.000   |
| Insgesamt                    | 3× Gold · 3× Platin ·                                                  | 1.145.000 |

### Lay Me Down
| Land/Region                  | Auszeichnungen für Musikverkäufe (Land/Region, Auszeichnung, Verkäufe) | Verkäufe  |
| ---------------------------- | ---------------------------------------------------------------------- | --------- |
| Australien (ARIA)            | 7× Platin                                                              | 490.000   |
| Brasilien (PMB)              | 3× Platin                                                              | 180.000   |
| Dänemark (IFPI)              | Gold                                                                   | 45.000    |
| Deutschland (BVMI)           | Gold                                                                   | 150.000   |
| Italien (FIMI)               | Gold                                                                   | 25.000    |
| Kanada (MC)                  | 5× Platin                                                              | 400.000   |
| Neuseeland (RMNZ)            | 4× Platin                                                              | 120.000   |
| Norwegen (IFPI)              | 2× Platin                                                              | 120.000   |
| Portugal (AFP)               | Gold                                                                   | 5.000     |
| Schweden (IFPI)              | Platin                                                                 | 40.000    |
| Spanien (Promusicae)         | Gold (feat. John Legend)                                               | 30.000    |
| Vereinigte Staaten (RIAA)    | 5× Platin                                                              | 5.000.000 |
| Vereinigtes Königreich (BPI) | Platin (Standard) · + Platin (feat. John Legend)                       | 1.200.000 |
| Insgesamt                    | 5× Gold · 29× Platin ·                                                 | 7.805.000 |

### Omen
| Land/Region                  | Auszeichnungen für Musikverkäufe (Land/Region, Auszeichnung, Verkäufe) | Verkäufe  |
| ---------------------------- | ---------------------------------------------------------------------- | --------- |
| Brasilien (PMB)              | Platin                                                                 | 60.000    |
| Dänemark (IFPI)              | Gold                                                                   | 30.000    |
| Italien (FIMI)               | Gold                                                                   | 25.000    |
| Neuseeland (RMNZ)            | 2× Platin                                                              | 60.000    |
| Polen (ZPAV)                 | Gold                                                                   | 10.000    |
| Vereinigte Staaten (RIAA)    | Gold                                                                   | 500.000   |
| Vereinigtes Königreich (BPI) | Platin                                                                 | 600.000   |
| Insgesamt                    | 4× Gold · 4× Platin ·                                                  | 1.285.000 |

### Writing’s on the Wall
| Land/Region                  | Auszeichnungen für Musikverkäufe (Land/Region, Auszeichnung, Verkäufe) | Verkäufe  |
| ---------------------------- | ---------------------------------------------------------------------- | --------- |
| Australien (ARIA)            | Platin                                                                 | 70.000    |
| Brasilien (PMB)              | Platin                                                                 | 60.000    |
| Dänemark (IFPI)              | Gold                                                                   | 45.000    |
| Italien (FIMI)               | Gold                                                                   | 25.000    |
| Kanada (MC)                  | Platin                                                                 | 80.000    |
| Neuseeland (RMNZ)            | Gold                                                                   | 15.000    |
| Polen (ZPAV)                 | Platin                                                                 | 20.000    |
| Vereinigte Staaten (RIAA)    | Platin                                                                 | 1.000.000 |
| Vereinigtes Königreich (BPI) | Platin                                                                 | 600.000   |
| Insgesamt                    | 3× Gold · 6× Platin ·                                                  | 1.915.000 |

### Too Good at Goodbyes
| Land/Region                  | Auszeichnungen für Musikverkäufe (Land/Region, Auszeichnung, Verkäufe) | Verkäufe   |
| ---------------------------- | ---------------------------------------------------------------------- | ---------- |
| Australien (ARIA)            | 10× Platin                                                             | 700.000    |
| Belgien (BRMA)               | Platin                                                                 | 30.000     |
| Brasilien (PMB)              | 3× Diamant                                                             | 480.000    |
| Dänemark (IFPI)              | 3× Platin                                                              | 270.000    |
| Deutschland (BVMI)           | Platin                                                                 | 400.000    |
| Frankreich (SNEP)            | Platin                                                                 | 133.333    |
| Italien (FIMI)               | 2× Platin                                                              | 100.000    |
| Kanada (MC)                  | 9× Platin                                                              | 720.000    |
| Mexiko (AMPROFON)            | 5× Gold                                                                | 150.000    |
| Neuseeland (RMNZ)            | 6× Platin                                                              | 180.000    |
| Norwegen (IFPI)              | 4× Platin                                                              | 240.000    |
| Österreich (IFPI)            | 2× Platin                                                              | 60.000     |
| Polen (ZPAV)                 | 2× Platin                                                              | 40.000     |
| Portugal (AFP)               | 4× Platin                                                              | 40.000     |
| Schweden (IFPI)              | 4× Platin                                                              | 320.000    |
| Spanien (Promusicae)         | 3× Platin                                                              | 180.000    |
| Vereinigte Staaten (RIAA)    | 6× Platin                                                              | 6.000.000  |
| Vereinigtes Königreich (BPI) | 4× Platin                                                              | 2.400.000  |
| Insgesamt                    | 1× Gold · 63× Platin · 3× Diamant ·                                    | 12.443.333 |

### One Last Song
| Land/Region                  | Auszeichnungen für Musikverkäufe (Land/Region, Auszeichnung, Verkäufe) | Verkäufe  |
| ---------------------------- | ---------------------------------------------------------------------- | --------- |
| Australien (ARIA)            | Platin                                                                 | 70.000    |
| Brasilien (PMB)              | Gold                                                                   | 20.000    |
| Kanada (MC)                  | Gold                                                                   | 40.000    |
| Neuseeland (RMNZ)            | Platin                                                                 | 30.000    |
| Vereinigte Staaten (RIAA)    | Gold                                                                   | 500.000   |
| Vereinigtes Königreich (BPI) | Gold                                                                   | 400.000   |
| Insgesamt                    | 4× Gold · 2× Platin ·                                                  | 1.060.000 |

### Pray
| Land/Region                  | Auszeichnungen für Musikverkäufe (Land/Region, Auszeichnung, Verkäufe) | Verkäufe  |
| ---------------------------- | ---------------------------------------------------------------------- | --------- |
| Australien (ARIA)            | Platin                                                                 | 70.000    |
| Brasilien (PMB)              | 2× Platin                                                              | 80.000    |
| Dänemark (IFPI)              | Gold                                                                   | 45.000    |
| Kanada (MC)                  | 2× Platin                                                              | 160.000   |
| Mexiko (AMPROFON)            | Gold                                                                   | 30.000    |
| Neuseeland (RMNZ)            | Platin                                                                 | 30.000    |
| Polen (ZPAV)                 | Gold                                                                   | 10.000    |
| Portugal (AFP)               | Gold                                                                   | 5.000     |
| Schweden (IFPI)              | Gold                                                                   | 40.000    |
| Vereinigte Staaten (RIAA)    | Platin                                                                 | 1.000.000 |
| Vereinigtes Königreich (BPI) | Gold                                                                   | 400.000   |
| Insgesamt                    | 6× Gold · 7× Platin ·                                                  | 1.870.000 |

### Baby, You Make Me Crazy
| Land/Region       | Auszeichnungen für Musikverkäufe (Land/Region, Auszeichnung, Verkäufe) | Verkäufe |
| ----------------- | ---------------------------------------------------------------------- | -------- |
| Australien (ARIA) | Gold                                                                   | 35.000   |
| Brasilien (PMB)   | Gold                                                                   | 20.000   |
| Kanada (MC)       | Gold                                                                   | 40.000   |
| Insgesamt         | 3× Gold ·                                                              | 95.000   |

### Promises
| Land/Region                  | Auszeichnungen für Musikverkäufe (Land/Region, Auszeichnung, Verkäufe) | Verkäufe  |
| ---------------------------- | ---------------------------------------------------------------------- | --------- |
| Australien (ARIA)            | 6× Platin                                                              | 420.000   |
| Belgien (BRMA)               | Platin                                                                 | 40.000    |
| Brasilien (PMB)              | 2× Diamant                                                             | 320.000   |
| Dänemark (IFPI)              | 2× Platin                                                              | 180.000   |
| Deutschland (BVMI)           | Platin                                                                 | 400.000   |
| Frankreich (SNEP)            | Diamant                                                                | 333.333   |
| Italien (FIMI)               | 2× Platin                                                              | 100.000   |
| Kanada (MC)                  | Platin                                                                 | 80.000    |
| Mexiko (AMPROFON)            | Diamant                                                                | 300.000   |
| Neuseeland (RMNZ)            | 3× Platin                                                              | 90.000    |
| Österreich (IFPI)            | Platin                                                                 | 30.000    |
| Polen (ZPAV)                 | 4× Platin                                                              | 80.000    |
| Portugal (AFP)               | 2× Platin                                                              | 20.000    |
| Schweiz (IFPI)               | 2× Platin                                                              | 40.000    |
| Spanien (Promusicae)         | 2× Platin                                                              | 120.000   |
| Vereinigte Staaten (RIAA)    | Platin                                                                 | 1.000.000 |
| Vereinigtes Königreich (BPI) | 3× Platin                                                              | 1.900.000 |
| Insgesamt                    | 31× Platin · 4× Diamant ·                                              | 5.453.333 |

### Fire on Fire
| Land/Region                  | Auszeichnungen für Musikverkäufe (Land/Region, Auszeichnung, Verkäufe) | Verkäufe  |
| ---------------------------- | ---------------------------------------------------------------------- | --------- |
| Australien (ARIA)            | 2× Platin                                                              | 140.000   |
| Brasilien (PMB)              | 3× Diamant                                                             | 480.000   |
| Dänemark (IFPI)              | Platin                                                                 | 90.000    |
| Deutschland (BVMI)           | Gold                                                                   | 200.000   |
| Frankreich (SNEP)            | Platin                                                                 | 200.000   |
| Italien (FIMI)               | Gold                                                                   | 35.000    |
| Kanada (MC)                  | 2× Platin                                                              | 160.000   |
| Norwegen (IFPI)              | 2× Platin                                                              | 120.000   |
| Österreich (IFPI)            | Platin                                                                 | 30.000    |
| Polen (ZPAV)                 | Platin                                                                 | 50.000    |
| Portugal (AFP)               | Platin                                                                 | 10.000    |
| Spanien (Promusicae)         | Gold                                                                   | 30.000    |
| Vereinigte Staaten (RIAA)    | Platin                                                                 | 1.000.000 |
| Vereinigtes Königreich (BPI) | Gold                                                                   | 400.000   |
| Insgesamt                    | 4× Gold · 12× Platin · 3× Diamant ·                                    | 2.945.000 |

### Dancing with a Stranger
| Land/Region                  | Auszeichnungen für Musikverkäufe (Land/Region, Auszeichnung, Verkäufe) | Verkäufe  |
| ---------------------------- | ---------------------------------------------------------------------- | --------- |
| Australien (ARIA)            | 8× Platin                                                              | 560.000   |
| Belgien (BRMA)               | Platin                                                                 | 40.000    |
| Brasilien (PMB)              | 3× Diamant                                                             | 480.000   |
| Dänemark (IFPI)              | 2× Platin                                                              | 180.000   |
| Deutschland (BVMI)           | Gold                                                                   | 200.000   |
| Frankreich (SNEP)            | Platin                                                                 | 200.000   |
| Italien (FIMI)               | Platin                                                                 | 70.000    |
| Kanada (MC)                  | 4× Platin                                                              | 320.000   |
| Mexiko (AMPROFON)            | 4× Platin                                                              | 240.000   |
| Neuseeland (RMNZ)            | 4× Platin                                                              | 120.000   |
| Norwegen (IFPI)              | 2× Platin                                                              | 120.000   |
| Österreich (IFPI)            | Platin                                                                 | 30.000    |
| Polen (ZPAV)                 | 2× Platin                                                              | 40.000    |
| Portugal (AFP)               | 2× Platin                                                              | 20.000    |
| Schweden (IFPI)              | 2× Platin                                                              | 160.000   |
| Spanien (Promusicae)         | Platin                                                                 | 60.000    |
| Vereinigte Staaten (RIAA)    | 4× Platin                                                              | 4.000.000 |
| Vereinigtes Königreich (BPI) | 2× Platin                                                              | 1.200.000 |
| Insgesamt                    | 1× Gold · 41× Platin · 3× Diamant ·                                    | 8.040.000 |

### How Do You Sleep?
| Land/Region                  | Auszeichnungen für Musikverkäufe (Land/Region, Auszeichnung, Verkäufe) | Verkäufe  |
| ---------------------------- | ---------------------------------------------------------------------- | --------- |
| Australien (ARIA)            | 5× Platin                                                              | 350.000   |
| Belgien (BRMA)               | Gold                                                                   | 20.000    |
| Brasilien (PMB)              | 2× Diamant                                                             | 320.000   |
| Dänemark (IFPI)              | Platin                                                                 | 90.000    |
| Deutschland (BVMI)           | Gold                                                                   | 200.000   |
| Frankreich (SNEP)            | Gold                                                                   | 100.000   |
| Italien (FIMI)               | Gold                                                                   | 25.000    |
| Kanada (MC)                  | 4× Platin                                                              | 320.000   |
| Mexiko (AMPROFON)            | 2× Platin                                                              | 120.000   |
| Neuseeland (RMNZ)            | 3× Platin                                                              | 90.000    |
| Norwegen (IFPI)              | 2× Platin                                                              | 120.000   |
| Österreich (IFPI)            | Gold                                                                   | 15.000    |
| Polen (ZPAV)                 | Platin                                                                 | 20.000    |
| Portugal (AFP)               | 2× Platin                                                              | 20.000    |
| Schweden (IFPI)              | Platin                                                                 | 80.000    |
| Spanien (Promusicae)         | Platin                                                                 | 60.000    |
| Vereinigte Staaten (RIAA)    | 2× Platin                                                              | 2.000.000 |
| Vereinigtes Königreich (BPI) | Platin                                                                 | 600.000   |
| Insgesamt                    | 5× Gold · 25× Platin · 2× Diamant ·                                    | 4.550.000 |

### I Feel Love
| Land/Region     | Auszeichnungen für Musikverkäufe (Land/Region, Auszeichnung, Verkäufe) | Verkäufe |
| --------------- | ---------------------------------------------------------------------- | -------- |
| Brasilien (PMB) | Gold                                                                   | 20.000   |
| Insgesamt       | 1× Gold ·                                                              | 20.000   |

### To Die For
| Land/Region                  | Auszeichnungen für Musikverkäufe (Land/Region, Auszeichnung, Verkäufe) | Verkäufe  |
| ---------------------------- | ---------------------------------------------------------------------- | --------- |
| Australien (ARIA)            | 2× Platin                                                              | 140.000   |
| Brasilien (PMB)              | Platin                                                                 | 40.000    |
| Dänemark (IFPI)              | Gold                                                                   | 45.000    |
| Kanada (MC)                  | Platin                                                                 | 80.000    |
| Mexiko (AMPROFON)            | Gold                                                                   | 70.000    |
| Norwegen (IFPI)              | Gold                                                                   | 30.000    |
| Portugal (AFP)               | Gold                                                                   | 5.000     |
| Schweden (IFPI)              | Gold                                                                   | 40.000    |
| Vereinigte Staaten (RIAA)    | Gold                                                                   | 500.000   |
| Vereinigtes Königreich (BPI) | Gold                                                                   | 400.000   |
| Insgesamt                    | 7× Gold · 4× Platin ·                                                  | 1.350.000 |

### I’m Ready
| Land/Region                  | Auszeichnungen für Musikverkäufe (Land/Region, Auszeichnung, Verkäufe) | Verkäufe |
| ---------------------------- | ---------------------------------------------------------------------- | -------- |
| Australien (ARIA)            | Platin                                                                 | 70.000   |
| Brasilien (PMB)              | 2× Platin                                                              | 80.000   |
| Kanada (MC)                  | Gold                                                                   | 40.000   |
| Vereinigte Staaten (RIAA)    | Gold                                                                   | 500.000  |
| Vereinigtes Königreich (BPI) | Silber                                                                 | 200.000  |
| Insgesamt                    | 1× Silber · 2× Gold · 3× Platin ·                                      | 890.000  |

### My Oasis
| Land/Region       | Auszeichnungen für Musikverkäufe (Land/Region, Auszeichnung, Verkäufe) | Verkäufe |
| ----------------- | ---------------------------------------------------------------------- | -------- |
| Australien (ARIA) | Gold                                                                   | 35.000   |
| Brasilien (PMB)   | Platin                                                                 | 40.000   |
| Kanada (MC)       | Gold                                                                   | 40.000   |
| Insgesamt         | 2× Gold · 1× Platin ·                                                  | 115.000  |

### Diamonds
| Land/Region                  | Auszeichnungen für Musikverkäufe (Land/Region, Auszeichnung, Verkäufe) | Verkäufe  |
| ---------------------------- | ---------------------------------------------------------------------- | --------- |
| Australien (ARIA)            | 2× Platin                                                              | 140.000   |
| Brasilien (PMB)              | Diamant                                                                | 160.000   |
| Dänemark (IFPI)              | Gold                                                                   | 45.000    |
| Frankreich (SNEP)            | Platin                                                                 | 200.000   |
| Italien (FIMI)               | Platin                                                                 | 70.000    |
| Kanada (MC)                  | 2× Platin                                                              | 160.000   |
| Norwegen (IFPI)              | Gold                                                                   | 30.000    |
| Österreich (IFPI)            | Gold                                                                   | 15.000    |
| Polen (ZPAV)                 | Platin                                                                 | 50.000    |
| Spanien (Promusicae)         | Platin                                                                 | 60.000    |
| Vereinigte Staaten (RIAA)    | Platin                                                                 | 1.000.000 |
| Vereinigtes Königreich (BPI) | Platin                                                                 | 600.000   |
| Insgesamt                    | 3× Gold · 10× Platin · 1× Diamant ·                                    | 2.550.000 |

### Kids Again
| Land/Region     | Auszeichnungen für Musikverkäufe (Land/Region, Auszeichnung, Verkäufe) | Verkäufe |
| --------------- | ---------------------------------------------------------------------- | -------- |
| Brasilien (PMB) | Gold                                                                   | 20.000   |
| Insgesamt       | 1× Gold ·                                                              | 20.000   |

### Go
| Land/Region     | Auszeichnungen für Musikverkäufe (Land/Region, Auszeichnung, Verkäufe) | Verkäufe |
| --------------- | ---------------------------------------------------------------------- | -------- |
| Dänemark (IFPI) | Platin                                                                 | 90.000   |
| Insgesamt       | 1× Platin ·                                                            | 90.000   |

### Love Me More
| Land/Region       | Auszeichnungen für Musikverkäufe (Land/Region, Auszeichnung, Verkäufe) | Verkäufe |
| ----------------- | ---------------------------------------------------------------------- | -------- |
| Australien (ARIA) | Gold                                                                   | 35.000   |
| Brasilien (PMB)   | Platin                                                                 | 40.000   |
| Kanada (MC)       | Gold                                                                   | 40.000   |
| Insgesamt         | 2× Gold · 1× Platin ·                                                  | 115.000  |

### Unholy
| Land/Region                  | Auszeichnungen für Musikverkäufe (Land/Region, Auszeichnung, Verkäufe) | Verkäufe  |
| ---------------------------- | ---------------------------------------------------------------------- | --------- |
| Australien (ARIA)            | 7× Platin                                                              | 490.000   |
| Belgien (BRMA)               | 2× Platin                                                              | 80.000    |
| Brasilien (PMB)              | 2× Diamant                                                             | 320.000   |
| Dänemark (IFPI)              | Platin                                                                 | 90.000    |
| Deutschland (BVMI)           | Platin                                                                 | 400.000   |
| Finnland (IFPI)              | Platin                                                                 | 40.000    |
| Frankreich (SNEP)            | Diamant                                                                | 333.333   |
| Griechenland (IFPI)          | 3× Platin                                                              | 60.000    |
| Italien (FIMI)               | 2× Platin                                                              | 200.000   |
| Kanada (MC)                  | 6× Platin                                                              | 480.000   |
| Neuseeland (RMNZ)            | 4× Platin                                                              | 120.000   |
| Österreich (IFPI)            | 3× Platin                                                              | 90.000    |
| Polen (ZPAV)                 | Diamant                                                                | 250.000   |
| Portugal (AFP)               | 3× Platin                                                              | 30.000    |
| Schweden (IFPI)              | Platin                                                                 | 80.000    |
| Schweiz (IFPI)               | 2× Platin                                                              | 40.000    |
| Spanien (Promusicae)         | 2× Platin                                                              | 120.000   |
| Vereinigte Staaten (RIAA)    | 2× Platin                                                              | 2.000.000 |
| Vereinigtes Königreich (BPI) | 2× Platin                                                              | 1.200.000 |
| Zentralamerika (CFC)         | Platin                                                                 | 70.000    |
| Insgesamt                    | 43× Platin · 4× Diamant ·                                              | 6.493.333 |

### I’m Not Here to Make Friends
| Land/Region       | Auszeichnungen für Musikverkäufe (Land/Region, Auszeichnung, Verkäufe) | Verkäufe |
| ----------------- | ---------------------------------------------------------------------- | -------- |
| Australien (ARIA) | Gold                                                                   | 35.000   |
| Brasilien (PMB)   | 2× Platin                                                              | 80.000   |
| Insgesamt         | 1× Gold · 2× Platin ·                                                  | 115.000  |

### Vulgar
| Land/Region     | Auszeichnungen für Musikverkäufe (Land/Region, Auszeichnung, Verkäufe) | Verkäufe |
| --------------- | ---------------------------------------------------------------------- | -------- |
| Brasilien (PMB) | Gold                                                                   | 20.000   |
| Insgesamt       | 1× Gold ·                                                              | 20.000   |

### Desire
| Land/Region                  | Auszeichnungen für Musikverkäufe (Land/Region, Auszeichnung, Verkäufe) | Verkäufe |
| ---------------------------- | ---------------------------------------------------------------------- | -------- |
| Australien (ARIA)            | Gold                                                                   | 35.000   |
| Belgien (BRMA)               | Platin                                                                 | 40.000   |
| Brasilien (PMB)              | Gold                                                                   | 20.000   |
| Dänemark (IFPI)              | Gold                                                                   | 45.000   |
| Frankreich (SNEP)            | Gold                                                                   | 100.000  |
| Polen (ZPAV)                 | Platin                                                                 | 50.000   |
| Schweiz (IFPI)               | Gold                                                                   | 15.000   |
| Spanien (Promusicae)         | Gold                                                                   | 30.000   |
| Ungarn (MAHASZ)              | Platin                                                                 | 4.000    |
| Vereinigtes Königreich (BPI) | Platin                                                                 | 600.000  |
| Insgesamt                    | 6× Gold · 4× Platin ·                                                  | 939.000  |

## Auszeichnungen nach Liedern

### Life Support
| Land/Region               | Auszeichnungen für Musikverkäufe (Land/Region, Auszeichnung, Verkäufe) | Verkäufe |
| ------------------------- | ---------------------------------------------------------------------- | -------- |
| Vereinigte Staaten (RIAA) | Gold                                                                   | 500.000  |
| Insgesamt                 | 1× Gold ·                                                              | 500.000  |

### How Will I Know
| Land/Region                  | Auszeichnungen für Musikverkäufe (Land/Region, Auszeichnung, Verkäufe) | Verkäufe |
| ---------------------------- | ---------------------------------------------------------------------- | -------- |
| Australien (ARIA)            | Gold                                                                   | 35.000   |
| Dänemark (IFPI)              | Gold                                                                   | 45.000   |
| Kanada (MC)                  | Gold                                                                   | 40.000   |
| Vereinigte Staaten (RIAA)    | Gold                                                                   | 500.000  |
| Vereinigtes Königreich (BPI) | Silber                                                                 | 200.000  |
| Insgesamt                    | 1× Silber · 4× Gold ·                                                  | 820.000  |

### Nirvana
| Land/Region               | Auszeichnungen für Musikverkäufe (Land/Region, Auszeichnung, Verkäufe) | Verkäufe |
| ------------------------- | ---------------------------------------------------------------------- | -------- |
| Australien (ARIA)         | Gold                                                                   | 35.000   |
| Dänemark (IFPI)           | Gold                                                                   | 45.000   |
| Kanada (MC)               | Gold                                                                   | 40.000   |
| Österreich (IFPI)         | Gold                                                                   | 15.000   |
| Vereinigte Staaten (RIAA) | Gold                                                                   | 500.000  |
| Insgesamt                 | 5× Gold ·                                                              | 635.000  |

### Leave Your Lover
| Land/Region                  | Auszeichnungen für Musikverkäufe (Land/Region, Auszeichnung, Verkäufe) | Verkäufe  |
| ---------------------------- | ---------------------------------------------------------------------- | --------- |
| Australien (ARIA)            | Platin                                                                 | 70.000    |
| Brasilien (PMB)              | Gold                                                                   | 30.000    |
| Kanada (MC)                  | Platin                                                                 | 80.000    |
| Neuseeland (RMNZ)            | Gold                                                                   | 7.500     |
| Norwegen (IFPI)              | Gold                                                                   | 30.000    |
| Vereinigte Staaten (RIAA)    | Platin                                                                 | 1.000.000 |
| Vereinigtes Königreich (BPI) | Silber                                                                 | 200.000   |
| Insgesamt                    | 1× Silber · 3× Gold · 3× Platin ·                                      | 1.417.500 |

### Not in That Way
| Land/Region                  | Auszeichnungen für Musikverkäufe (Land/Region, Auszeichnung, Verkäufe) | Verkäufe  |
| ---------------------------- | ---------------------------------------------------------------------- | --------- |
| Australien (ARIA)            | Gold                                                                   | 35.000    |
| Kanada (MC)                  | Gold                                                                   | 40.000    |
| Norwegen (IFPI)              | Gold                                                                   | 30.000    |
| Vereinigte Staaten (RIAA)    | Platin                                                                 | 1.000.000 |
| Vereinigtes Königreich (BPI) | Silber                                                                 | 200.000   |
| Insgesamt                    | 1× Silber · 3× Gold · 1× Platin ·                                      | 1.305.000 |

### Burning
| Land/Region                  | Auszeichnungen für Musikverkäufe (Land/Region, Auszeichnung, Verkäufe) | Verkäufe |
| ---------------------------- | ---------------------------------------------------------------------- | -------- |
| Australien (ARIA)            | Gold                                                                   | 35.000   |
| Brasilien (PMB)              | Gold                                                                   | 20.000   |
| Kanada (MC)                  | Gold                                                                   | 40.000   |
| Norwegen (IFPI)              | Gold                                                                   | 30.000   |
| Schweden (IFPI)              | Gold                                                                   | 40.000   |
| Vereinigte Staaten (RIAA)    | Gold                                                                   | 500.000  |
| Vereinigtes Königreich (BPI) | Silber                                                                 | 200.000  |
| Insgesamt                    | 1× Silber · 6× Gold ·                                                  | 865.000  |

### I’ve Told You Now
| Land/Region                  | Auszeichnungen für Musikverkäufe (Land/Region, Auszeichnung, Verkäufe) | Verkäufe |
| ---------------------------- | ---------------------------------------------------------------------- | -------- |
| Kanada (MC)                  | Gold                                                                   | 40.000   |
| Vereinigte Staaten (RIAA)    | Gold                                                                   | 500.000  |
| Vereinigtes Königreich (BPI) | Silber                                                                 | 200.000  |
| Insgesamt                    | 1× Silber · 2× Gold ·                                                  | 740.000  |

### Palace
| Land/Region               | Auszeichnungen für Musikverkäufe (Land/Region, Auszeichnung, Verkäufe) | Verkäufe |
| ------------------------- | ---------------------------------------------------------------------- | -------- |
| Kanada (MC)               | Gold                                                                   | 40.000   |
| Vereinigte Staaten (RIAA) | Gold                                                                   | 500.000  |
| Insgesamt                 | 2× Gold ·                                                              | 540.000  |

### No Peace
| Land/Region                  | Auszeichnungen für Musikverkäufe (Land/Region, Auszeichnung, Verkäufe) | Verkäufe |
| ---------------------------- | ---------------------------------------------------------------------- | -------- |
| Australien (ARIA)            | Gold                                                                   | 35.000   |
| Kanada (MC)                  | Gold                                                                   | 40.000   |
| Vereinigtes Königreich (BPI) | Silber                                                                 | 200.000  |
| Insgesamt                    | 1× Silber · 2× Gold ·                                                  | 275.000  |

### Say It First
| Land/Region       | Auszeichnungen für Musikverkäufe (Land/Region, Auszeichnung, Verkäufe) | Verkäufe |
| ----------------- | ---------------------------------------------------------------------- | -------- |
| Australien (ARIA) | Gold                                                                   | 35.000   |
| Kanada (MC)       | Gold                                                                   | 40.000   |
| Insgesamt         | 2× Gold ·                                                              | 75.000   |

### Midnight Train
| Land/Region       | Auszeichnungen für Musikverkäufe (Land/Region, Auszeichnung, Verkäufe) | Verkäufe |
| ----------------- | ---------------------------------------------------------------------- | -------- |
| Australien (ARIA) | Gold                                                                   | 35.000   |
| Kanada (MC)       | Gold                                                                   | 40.000   |
| Insgesamt         | 2× Gold ·                                                              | 75.000   |

### Lose You
| Land/Region  | Auszeichnungen für Musikverkäufe (Land/Region, Auszeichnung, Verkäufe) | Verkäufe |
| ------------ | ---------------------------------------------------------------------- | -------- |
| Polen (ZPAV) | Gold                                                                   | 25.000   |
| Insgesamt    | 1× Gold ·                                                              | 25.000   |

### Him
| Land/Region | Auszeichnungen für Musikverkäufe (Land/Region, Auszeichnung, Verkäufe) | Verkäufe |
| ----------- | ---------------------------------------------------------------------- | -------- |
| Kanada (MC) | Gold                                                                   | 40.000   |
| Insgesamt   | 1× Gold ·                                                              | 40.000   |

## Auszeichnungen nach Musikstreamings

### La La La
| Land/Region          | Auszeichnungen für Musikverkäufe (Land/Region, Auszeichnung, Verkäufe) | Verkäufe   |
| -------------------- | ---------------------------------------------------------------------- | ---------- |
| Dänemark (IFPI)      | 4× Platin                                                              | 7.200.000  |
| Spanien (Promusicae) | Gold                                                                   | 4.000.000  |
| Insgesamt            | 1× Gold · 4× Platin ·                                                  | 11.200.000 |

### Latch
| Land/Region     | Auszeichnungen für Musikverkäufe (Land/Region, Auszeichnung, Verkäufe) | Verkäufe  |
| --------------- | ---------------------------------------------------------------------- | --------- |
| Dänemark (IFPI) | Platin                                                                 | 1.800.000 |
| Insgesamt       | 1× Platin ·                                                            | 1.800.000 |

### Money on My Mind
| Land/Region          | Auszeichnungen für Musikverkäufe (Land/Region, Auszeichnung, Verkäufe) | Verkäufe  |
| -------------------- | ---------------------------------------------------------------------- | --------- |
| Dänemark (IFPI)      | 2× Platin                                                              | 5.200.000 |
| Spanien (Promusicae) | Gold                                                                   | 4.000.000 |
| Insgesamt            | 1× Gold · 2× Platin ·                                                  | 9.200.000 |

### Stay with Me
| Land/Region          | Auszeichnungen für Musikverkäufe (Land/Region, Auszeichnung, Verkäufe) | Verkäufe  |
| -------------------- | ---------------------------------------------------------------------- | --------- |
| Dänemark (IFPI)      | 2× Platin                                                              | 5.200.000 |
| Spanien (Promusicae) | Gold                                                                   | 4.000.000 |
| Insgesamt            | 1× Gold · 2× Platin ·                                                  | 9.200.000 |

### I’m Not the Only One
| Land/Region     | Auszeichnungen für Musikverkäufe (Land/Region, Auszeichnung, Verkäufe) | Verkäufe  |
| --------------- | ---------------------------------------------------------------------- | --------- |
| Dänemark (IFPI) | Gold                                                                   | 1.300.000 |
| Insgesamt       | 1× Gold ·                                                              | 1.300.000 |

## Statistik und Quellen
| Land/RegionAuszeichnungen für Musikverkäufe (Land/Region, Auszeichnungen, Verkäufe, Quellen) | Silber     | Gold         | Platin         | Diamant       | Verkäufe    | Quellen                    |
| -------------------------------------------------------------------------------------------- | ---------- | ------------ | -------------- | ------------- | ----------- | -------------------------- |
| Australien (ARIA)                                                                            | —          | 12× Gold12   | 102× Platin102 | —             | 7.560.000   | aria.com.au                |
| Belgien (BRMA)                                                                               | —          | 4× Gold4     | 7× Platin7     | —             | 300.000     | ultratop.be                |
| Brasilien (PMB)                                                                              | —          | 10× Gold10   | 20× Platin20   | 25× Diamant25 | 5.810.000   | pro-musicabr.org.br        |
| Chile (IFPI)                                                                                 | —          | Gold1        | —              | —             | 5.000       | Einzelnachweise            |
| Dänemark (IFPI)                                                                              | —          | 13× Gold13   | 41× Platin41   | —             | 2.710.000   | ifpi.dk                    |
| Deutschland (BVMI)                                                                           | —          | 9× Gold9     | 9× Platin9     | —             | 4.550.000   | musikindustrie.de          |
| Europa (IFPI)                                                                                | —          | —            | Platin1        | —             | (1.000.000) | ifpi.org                   |
| Finnland (IFPI)                                                                              | —          | Gold1        | 5× Platin5     | —             | 149.406     | Einzelnachweise            |
| Frankreich (SNEP)                                                                            | —          | 5× Gold5     | 5× Platin5     | 2× Diamant2   | 2.060.999   | snepmusique.com            |
| Griechenland (IFPI)                                                                          | —          | 2× Gold2     | 3× Platin3     | —             | 80.000      | Einzelnachweise            |
| Island (IFPI)                                                                                | —          | Gold1        | —              | —             | 2.500       | Einzelnachweise            |
| Italien (FIMI)                                                                               | —          | 9× Gold9     | 20× Platin20   | —             | 1.170.000   | fimi.it                    |
| Japan (RIAJ)                                                                                 | —          | Gold1        | —              | —             | 100.000     | riaj.or.jp                 |
| Kanada (MC)                                                                                  | —          | 17× Gold17   | 65× Platin65   | Diamant1      | 6.680.000   | musiccanada.com            |
| Kolumbien (ASINCOL)                                                                          | —          | Gold1        | —              | —             | 5.000       | Einzelnachweise            |
| Mexiko (AMPROFON)                                                                            | —          | 6× Gold6     | 12× Platin12   | Diamant1      | 1.760.000   | amprofon.com.mx            |
| Neuseeland (RMNZ)                                                                            | —          | 3× Gold3     | 72× Platin72   | —             | 1.935.000   | radioscope.co.nz NZ2       |
| Niederlande (NVPI)                                                                           | —          | Gold1        | 6× Platin6     | —             | 215.000     | nvpi.nl                    |
| Norwegen (IFPI)                                                                              | —          | 7× Gold7     | 32× Platin32   | —             | 1.850.000   | ifpi.no                    |
| Österreich (IFPI)                                                                            | —          | 5× Gold5     | 14× Platin14   | —             | 472.500     | ifpi.at                    |
| Philippinen (PARI)                                                                           | —          | —            | 4× Platin4     | 3× Diamant3   | 510.000     | Einzelnachweise            |
| Polen (ZPAV)                                                                                 | —          | 3× Gold3     | 20× Platin20   | Diamant1      | 785.000     | olis.pl                    |
| Portugal (AFP)                                                                               | —          | 5× Gold5     | 19× Platin19   | —             | 213.500     | Einzelnachweise            |
| Schweden (IFPI)                                                                              | —          | 4× Gold4     | 30× Platin30   | —             | 1.655.000   | sverigetopplistan.se       |
| Schweiz (IFPI)                                                                               | —          | 3× Gold3     | 7× Platin7     | —             | 205.000     | hitparade.ch musikwoche.de |
| Singapur (RIAS)                                                                              | —          | —            | 4× Platin4     | —             | 40.000      | rias.org.sg                |
| Spanien (Promusicae)                                                                         | —          | 9× Gold9     | 19× Platin19   | —             | 1.300.000   | elportaldemusica.es ES2    |
| Thailand (TECA)                                                                              | —          | —            | 2× Platin2     | —             | 20.000      | Einzelnachweise            |
| Ungarn (MAHASZ)                                                                              | —          | —            | Platin1        | —             | 4.000       | slagerlistak.hu            |
| Vereinigte Staaten (RIAA)                                                                    | —          | 11× Gold11   | 50× Platin50   | Diamant1      | 67.000.000  | riaa.com                   |
| Vereinigtes Königreich (BPI)                                                                 | 9× Silber9 | 6× Gold6     | 50× Platin50   | —             | 30.586.000  | bpi.co.uk                  |
| Zentralamerika (CFC)                                                                         | —          | —            | Platin1        | —             | 70.000      | cfc-musica.com             |
| Insgesamt                                                                                    | 9× Silber9 | 149× Gold149 | 621× Platin621 | 34× Diamant34 |             |                            |